# Mimeusemia feminalis
Mimeusemia feminalis är en fjärilsart som beskrevs av Embrik Strand 1922. Mimeusemia feminalis ingår i släktet Mimeusemia och familjen nattflyn. Inga underarter finns listade i Catalogue of Life.